# Сизос
Сизо́с (фр. Cizos, окс. Cidòs) — коммуна во Франции, находится в регионе Юг — Пиренеи. Департамент — Верхние Пиренеи. Входит в состав кантона Кастельно-Маньоак. Округ коммуны — Тарб.
Код INSEE коммуны — 65148.

## География

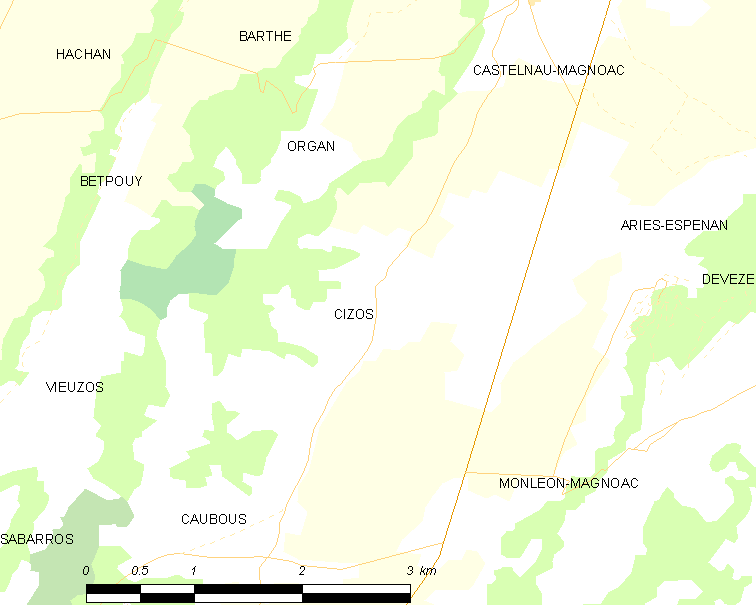
Карта коммуны

Коммуна расположена приблизительно в 640 км к югу от Парижа, в 90 км юго-западнее Тулузы, в 34 км к востоку от Тарба.
По территории коммуны протекает река Жез.

## Климат
Климат умеренно-океанический с солнечной тёплой погодой и обильными осадками на протяжении практически всего года.

## Население
Население коммуны на 2010 год составляло 112 человек.
| 1962 | 1968 | 1975 | 1982 | 1990 | 1999 | 2010 |
| ---- | ---- | ---- | ---- | ---- | ---- | ---- |
| 155  | 129  | 122  | 118  | 129  | 115  | 112  |

## Администрация
| Период | Период | Фамилия        | Партия | Примечания |
| ------ | ------ | -------------- | ------ | ---------- |
| 2008   | 2020   | Кристиан Досса |        |            |

## Экономика
В 2010 году среди 78 человек трудоспособного возраста (15-64 лет) 48 были экономически активными, 30 — неактивными (показатель активности — 61,5 %, в 1999 году было 77,1 %). Из 48 активных жителей работали 43 человека (23 мужчины и 20 женщин), безработных было 5 (2 мужчин и 3 женщины). Среди 30 неактивных 1 человек был учеником или студентом, 17 — пенсионерами, 12 были неактивными по другим причинам.